# Terrebonne Parish
Terrebonne Parish (franska: Paroisse de Terrebonne) är ett administrativt område, parish, i delstaten Louisiana, USA. År 2010 hade området 111 860 invånare. Den administrativa huvudorten är Houma.

## Geografi
Enligt United States Census Bureau så har countyt en total area på 5 387 km². 3 250 av den arean är land och 2 137 km² är vatten.  

### Angränsande områden
- Assumption Parish - norr
- Lafourche Parish - öster
- Mexikanska golfen - syd
- Saint Mary Parish - nordväst

### Städer och samhällen
- Houma